# Гневошув (Мазовецьке воєводство)
Гневошув (пол. Gniewoszów) — село в Польщі, у гміні Гневошув Козеницького повіту Мазовецького воєводства.
Населення — 600 осіб (2011).
У 1975-1998 роках село належало до Радомського воєводства.

## Демографія
Демографічна структура станом на 31 березня 2011 року:
|          | Загалом | Допрацездатний вік | Працездатний вік | Постпрацездатний вік |
| -------- | ------- | ------------------ | ---------------- | -------------------- |
| Чоловіки | 294     | 62                 | 195              | 37                   |
| Жінки    | 306     | 61                 | 171              | 74                   |
| Разом    | 600     | 123                | 366              | 111                  |